# Claude Saumaise
Claude Saumaise (o amb el nom llatinitzat Claudius Salmasius) (Semur-en-Auxois 1588 - Spa 1653) va ser un filòleg i erudit humanista francès, que va comentar nombroses obres clàssiques.
El primer mestre que va tenir va ser el seu pare Benigne, un magistrat i erudit. Va ser amic d'Isaac Casaubon, i va estudiar totes les branques del saber de la seva època: medicina, jurisprudència, teologia i història.
Autodidacta i amb facilitat pels idiomes, va aprendre el persa, el caldeu, l'àrab i el copte. Influït per la seva mare, que era hugonot, va combragar amb les doctrines calvinistes i es va establir als Països Baixos, a Leiden, on va substituir com a professor a Joseph Juste Scaliger i on va viure molts anys.
Aviat va adquirir molta fama, i va rebre invitacions, sense èxit, dels cardenals Richelieu i Mazzarino perquè anés a ensenyar a França, i la reina Cristina de Suècia va aconseguir que anés a la seva cort els anys 1650 i 1651, però, amb mala salut, va retirar-se a Spa.
Entre els anys 1620 i 1622, juntament amb Nicolas Rigault i Jean-Baptiste Haultin, va compilar un catàleg complet dels llibres manuscrits de la Biblioteca reial de França.

## Obres
Va deixar uns seixanta manuscrits i moltes obres impreses, i és important per les seves edicions de les obres de Luci Anneu Flor, de la Història Augusta, de Tertul·lià, d'Aquil·les Taci, d'Ampeli i de Gai Juli Solí. També va descobrir i editar el Codex Salmasianus, base de l'obra Antologia llatina.
Els títols més importants de Saumaise són:
- De suburbicariis regionibus, (1619)
- Scriptores historiae augustae, (1620)
- De usuris, (1638)
- De foenore Trapezitico, (1640)
- De hellenistica commentarius, (1643)
- Funus linguae hellenisticae, (1643)
- De annis climactericis et antiqua astrologia, (1648)
- De re militari Romanorum, (1657)